# Sucamina
Sucamina (grec antic: Συκαμίνων πόλις) fou una ciutat de Palestina que Estrabó situa entre Acre (Ἄκη) i Caesareia Palaestinae (Στράτωνος πύργος). Aquí va desembarcar Ptolemeu IX Làtir amb un exèrcit de 30.000 homes per assetjar Ptolemais. S'ha identificat amb la moderna Haifa i es creu que també va portar el nom d'Hepha (Ἡφὰ).